# Ceratoneura mexicana
Ceratoneura mexicana är en stekelart som beskrevs av William Harris Ashmead 1895. Ceratoneura mexicana ingår i släktet Ceratoneura och familjen finglanssteklar. Inga underarter finns listade i Catalogue of Life.